# محوطه بیله سر
محوطه بیله سر مربوط به دوران‌های تاریخی پس از اسلام است و در شهرستان رودسر، بخش رحیم آباد، روستای دیورود واقع شده و این اثر در تاریخ ۲ بهمن ۱۳۸۲ با شمارهٔ ثبت ۱۰۷۲۰ به‌عنوان یکی از آثار ملی ایران به ثبت رسیده‌است.